# Tex (jednotka)
Tex je jednotka užívaná v textilním průmyslu pro jemnost příze. Představuje délkovou hustotu, konkrétně hmotnost 1 kilometru příze v gramech. Veličinou je lineární hustota délkových textilií.

## Definice
Jednotka 1 tex představuje 1 gram hmotnosti na 1 kilometr délky (nebo také 1 miligram na 1 metr).
Hodnota veličiny se tedy vypočte podle vzorce
{\displaystyle T[tex]={\frac {M[g]}{L[km]}}={\frac {m[mg]}{l[m]}}}.
- T je jemnost v tex,
- L je délka v kilometrech, l je délka v metrech
- M je hmotnost v gramech, m je hmotnost v miligramech

## Použití v praxi
- Například příze 200 tex je velmi hrubá a jemnější staplové příze než 5 tex se dají vypřádat jen obtížně.
- Skaná příze vyrobená ze dvou nití o jemnosti 20 tex se označuje 20 tex x 2.
- Jemnost chemických textilních vláken se nejčastěji vyjadřuje v desetinách texu, tedy decitexem (dtex)

{\displaystyle 1dtex={\frac {1g}{10km}}}, ze známé délky a hmotnosti vlákna pak lze jemnost spočíst podle vzorce {\displaystyle J[dtex]=10{\frac {M[g]}{L[km]}}}.Tato vlákna se vyrábějí v jemnostech od cca 0,3 dtex. Jako mikrovlákno se například podle německé normy smějí (jako prodejní argument) označovat jen výrobky jemnější než 1 dtex. Za hrubá se považují všechna vlákna tlustší než 7 dtex.

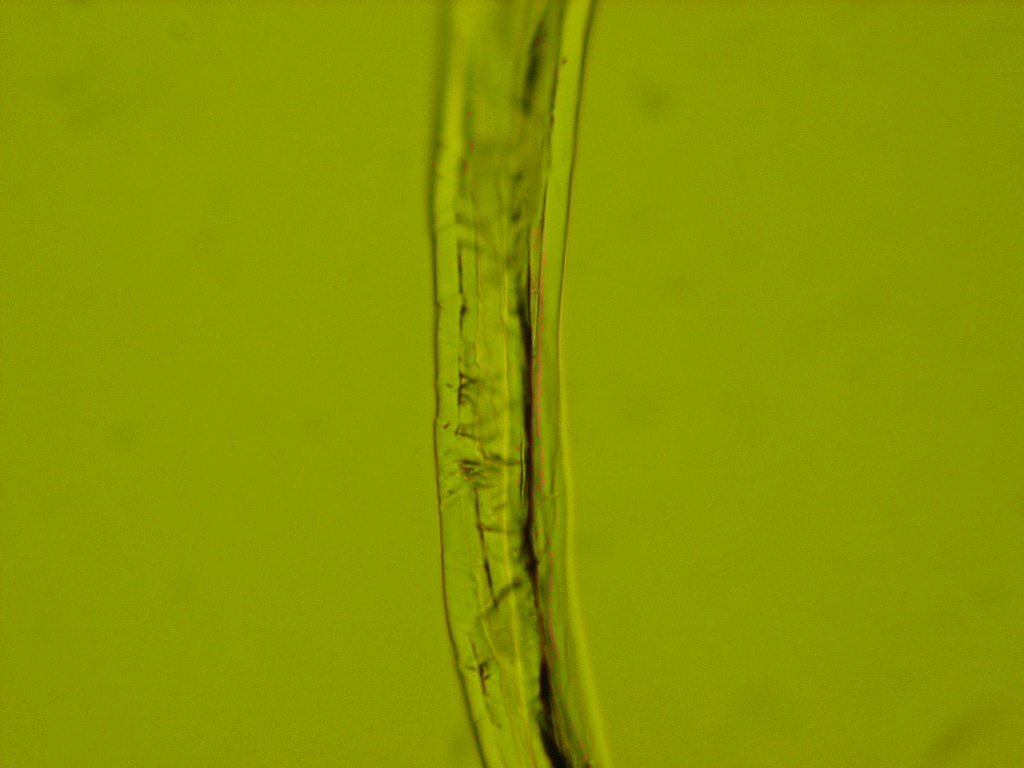
Vlákno bavlny 400 x zvětšené (cca 1,7 dtex)

- Jemnost chemických vláken vyráběných jako stříž se přizpůsobuje vlastnostem přírodních vláken, se kterými se smíchává. Jemnost vlákna se pohybuje na příklad u bavlny mezi 1,5 a 5 dtex, vlny 3 – 30 dtex a přírodního hedvábí 1,2–2 dtex.

- U filamentů, (dříve zvaných "hedvábí") z více jednotlivých vláken se označení dtex doplňuje písmenem „f“ a počtem vláken v daném svazku. Například dtex 24 f 12 znamená, že hedvábí sestává z 12 elementárních vláken o jemnosti 24 : 12 = 2 dtex.

- Jemnost rovingu se v praxi obvykle označuje vedle jemnosti filamentů také celkovým počtem filamentů v tisících (1000 filamentů = 1k). Běžně se dodávají tloušťky 1k, 3k, 6k, 12k, 24k.

- Jemnost jednotlivých filamentů se udává v decitexech. Např. uhlíkový roving 12k má celkovou jemnost 8000 dtex, tj. 0,67 dtex x 12 000. [2]

### Přepočet jemnosti dtex na průměr umělých vláken
{\displaystyle d[\mu m]=11,3{\sqrt {\frac {J[dtex]}{\rho [g/cm^{3}]}}}}
- {\displaystyle d} je průměr vlákna v {\displaystyle \mu m},
- {\displaystyle \rho } je hustota materiálu v {\displaystyle g/cm^{3}}
- J je jemnost v dtex
- 11,3 je zaokrouhlená hodnota {\displaystyle 10{\sqrt {\frac {4}{\pi }}}} (z upraveného vzorce pro obsah kruhu)

Vzorec se dá použít jen pro umělá vlákna s kruhovým průřezem. 

## Dřívější systémy

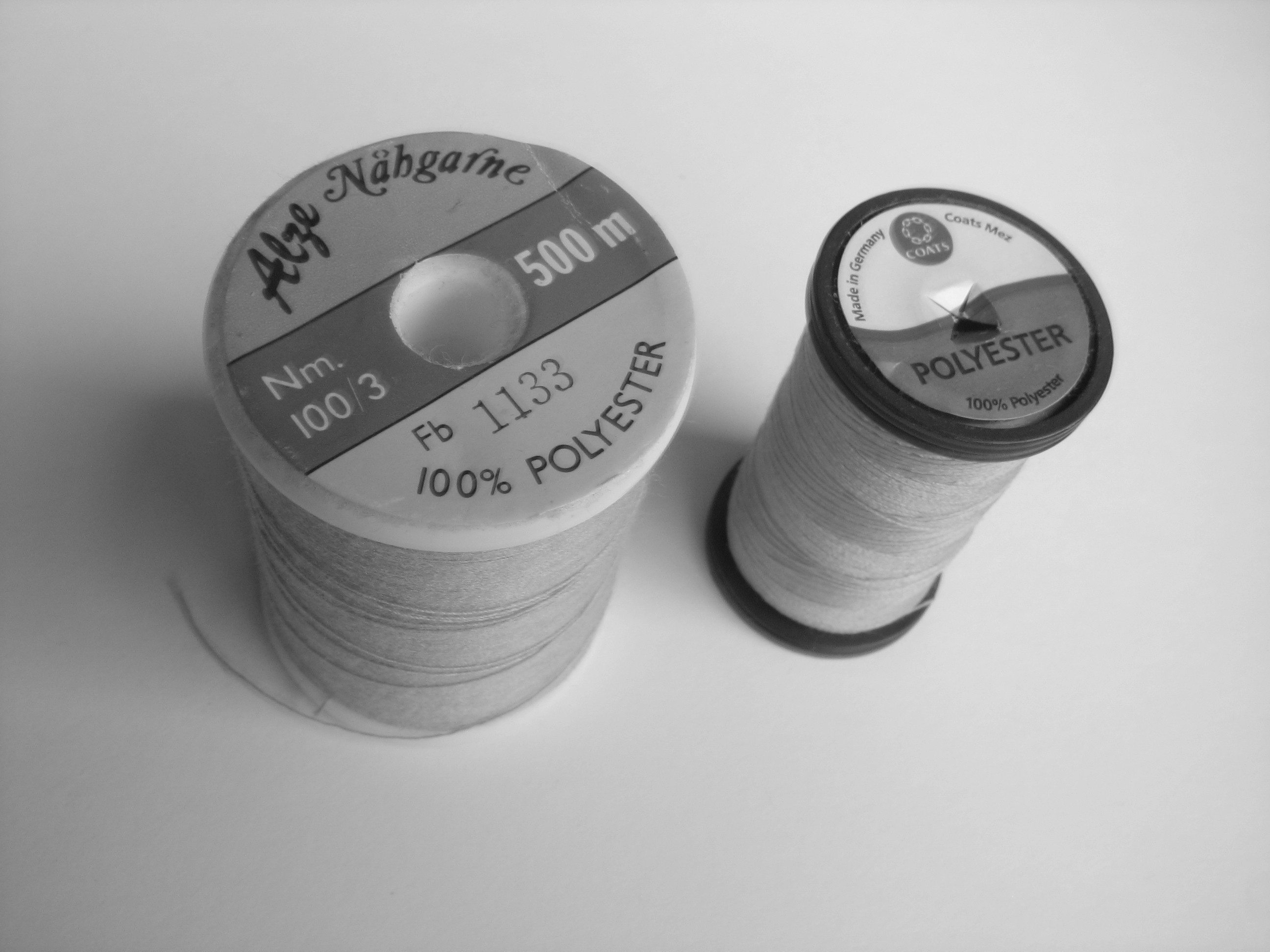
Šicí nitě pro domácnost

Systém tex se začal zavádět na základě mezinárodní dohody z roku 1967 namísto několika rozdílných způsobů označování jemnosti příze.
- U staplových přízí se používalo tak zvané metrické číslování s poměrem délky a váhy příze podle vzorce

Číslo metrické (Čm) = {\displaystyle {\frac {m}{g}}} (1 tex = 1000:Čm)
Přechod na nový systém trval v některých regionech a na některých úsecích dlouhá léta. Na příklad šicí nitě se prodávají stále jen metricky číslované. Trojmo skaná šicí nit 10 tex x 3 se dá koupit jen s označením Čm (německy: Nm) 100/3 (snímek vpravo).
- Podobná situace je s označováním jemnosti hedvábí u punčochového zboží. Zde platí také jen tradiční systém, tzv. titr denier (den), podle vzorce:

{\displaystyle den={\frac {g}{9km}}} ({\displaystyle 1dtex={\frac {10}{9}}den})
Velmi jemné dámské punčochy se například vyrábí z hedvábí o jemnosti 10 den.
- V krajkářství se označuje jemnost lněných přízí (v roce 2013) stále ještě anglickým číslem lnu (ČaL).[5]

Pro přepočet platí:
tex = ČaL 1654
Např. ČaL 50 = 33 tex ({\displaystyle {\frac {1654}{50}}=33})
- U vlnařských a  lněných přízí se ve starší odborné literatuře používal bývalý britský systém, ve kterém platilo
  - pro mykané vlněné příze

1 skein = {\displaystyle {\frac {256yards}{pound}}} tj. 0,516 m/g = 1,938 g/m a v přepočtu na
1 tex = 1,938 x 1000 = 1938 skeins
- pro příze z česané vlny

1 skein = {\displaystyle {\frac {560yards}{pound}}} tj. 1,13 m/g = 0,886 g/m a v přepočtu na
1 tex = 0,886 x 1000 = 886 skeins
- pro lněné příze

1 skein = {\displaystyle {\frac {300yards}{pound}}} tj. 0,60 m/g = 1,667 g/m a v přepočtu na
1 tex = 1,667 x 1000 = 1667 
- V 19. století se v Rakousku-Uhersku udávala jemnost bavlněných a vlněných přízí  počtem přaden (613,55 m) na libru (560 g)[7]

1 tex = {\displaystyle {\frac {560}{0,61355}}} = 913 přaden
- Pevnost vláken se v mimoevropských zemích často vyjadřuje v g/den (G/D). Pro přepočet na soustavu SI platí:

{\displaystyle {\frac {cN}{tex}}=0,1132{\frac {g}{den}}}